# Zur unbefleckten Empfängnis Mariä (Tegernau)

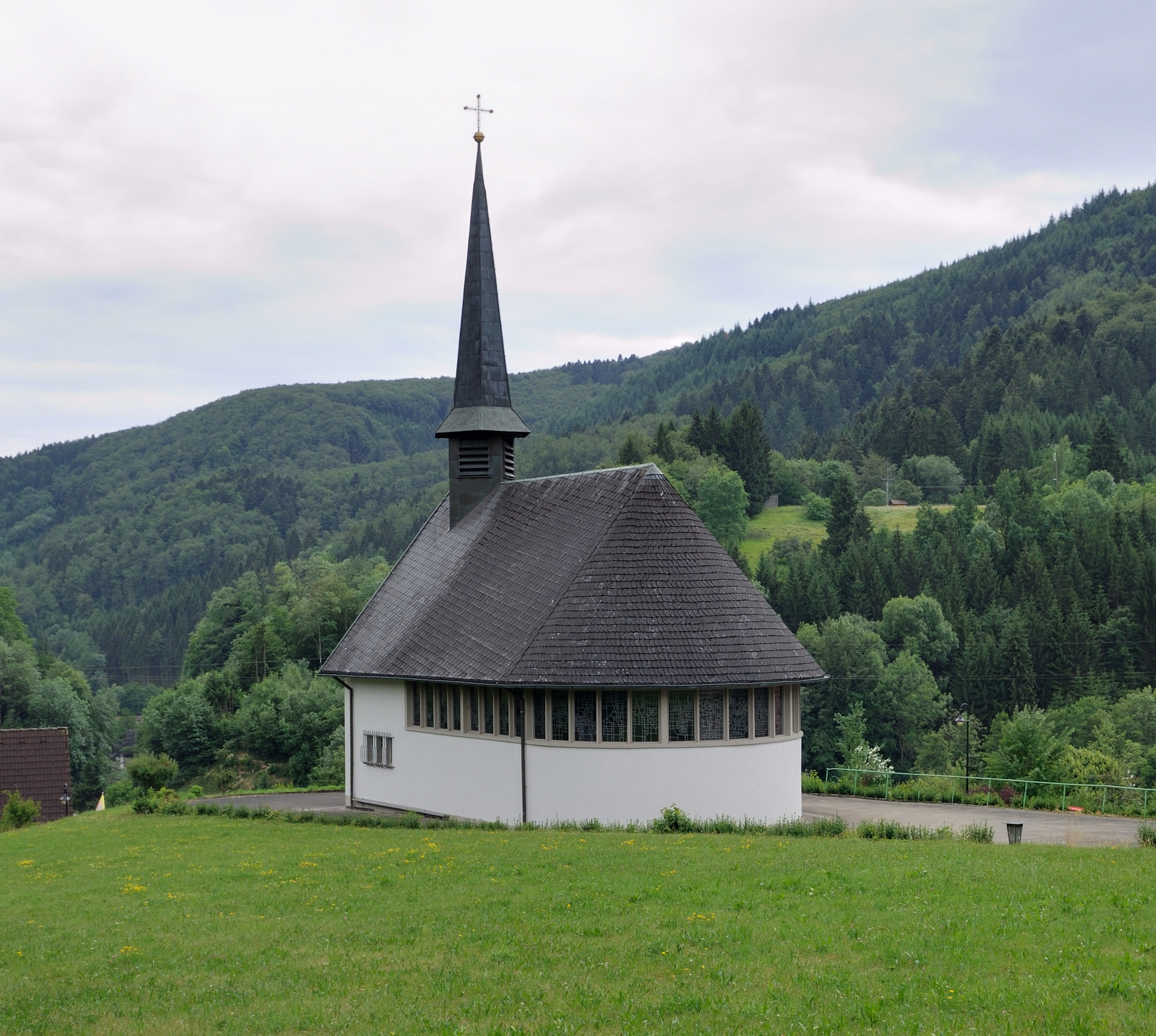
Katholische Kirche Tegernau

Die Katholische Kirche Tegernau (Zur Unbefleckten Empfängnis Mariä) in der gleichnamigen Ortschaft Tegernau ist eine in den Jahren 1962 bis 1963 errichtete Filialkirche. Die von der Gemeinde Hausen im Wiesental für die Katholiken im Kleinen Wiesental erbaute Kirche wurde am 8. Dezember 1963 eingeweiht. Architekten der Kirche waren Anton Ohnmacht und Rupert Muffler vom Erzbischöflichen Bauamt Freiburg.

## Beschreibung
Das Kirchengebäude besteht aus einem rechteckigen Langhaus und einem im Norden daran anschließenden halbkreisförmigen Chor. Das Satteldach über dem Langhaus geht über dem Chor in ein kegelförmiges über. An der Südseite sitzt auf dem Langhausdach ein quadratischer Dachreiter, der über ein hohes, sechsseitiges und im unteren Viertel leicht eingeknicktes Pyramidendach gedeckt ist. Das Dach wird von einer Turmkugel und einem Kreuz an der Spitz abgeschlossen.
Langhaus und Chor haben Fenster, die vom Freiburger Künstler Rainer Dorwarth gestaltet wurden. Sie zeigen Maria, den heiligen Laurentius und Bonifatius. Im Kircheninneren befinden sich 14 holzgeschnitzte Kreuzweg-Tafeln.
Das zweistimmige Bronzegeläut besteht aus folgenden Glocken:

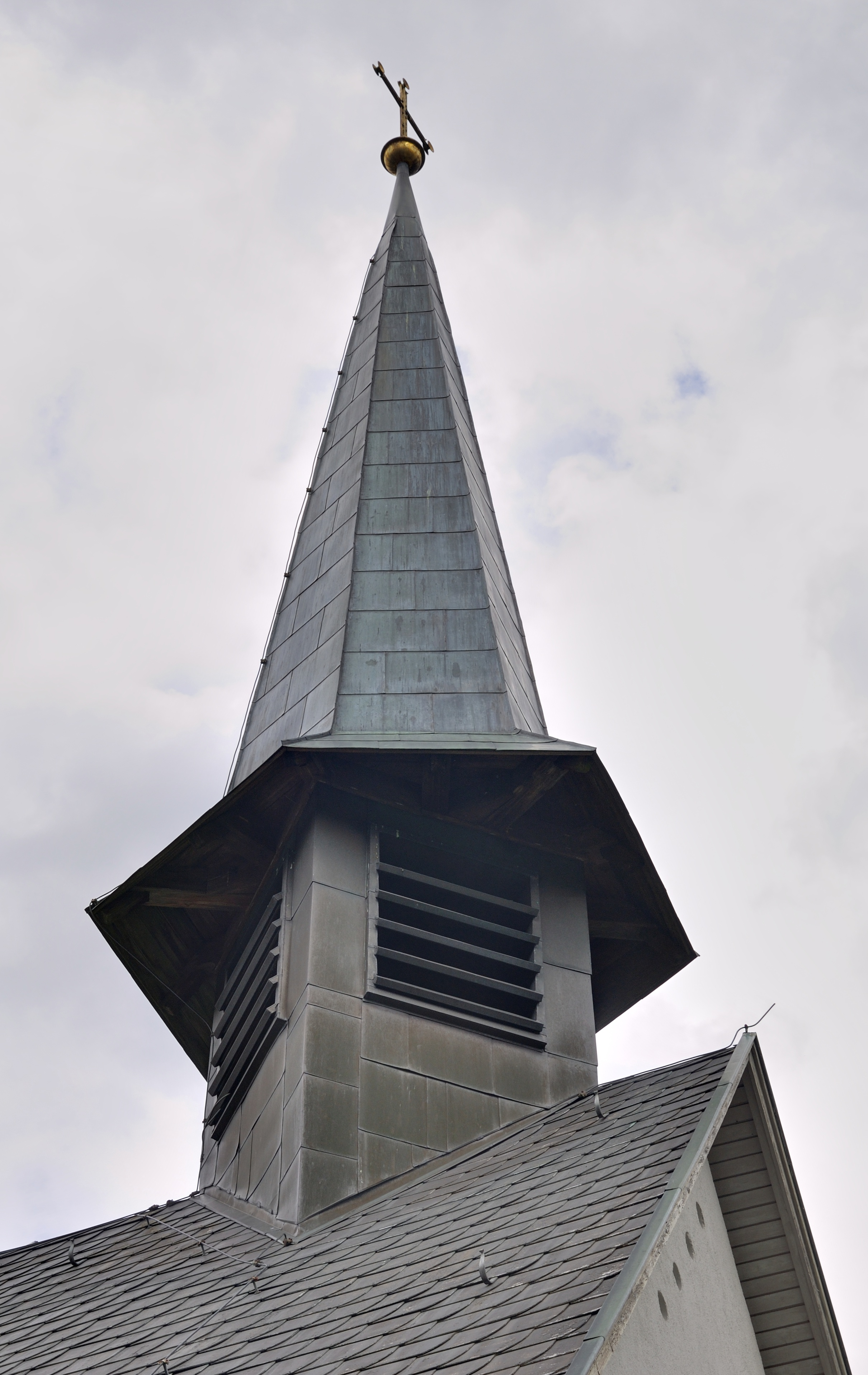
Dachreiter

| Name       | Schlagton | Gussjahr | Gießer                      |
| Herz Jesu  | h′′       | 1963     | F. W. Schilling, Heidelberg |
| Herz Mariä | d′′′      | 1963     | F. W. Schilling, Heidelberg |